# Say Say Say
«Say Say Say» — песня в исполнении дуэта Пола Маккартни и Майкла Джексона. Первый сингл с альбома Pipes of Peace, вышедший в октябре 1983 года и возглавлявший чарты США и многих других стран. Песня была записана ещё во время работы над альбомом Маккартни Tug of War 1982 года, примерно за год до выхода песни «The Girl Is Mine», первого дуэта пары с альбома Джексона Thriller (1982).
После выхода в октябре 1983 года песня «Say Say Say» стала седьмым хитом Джексона в десятке лучших за год. Она стала хитом номер один в США (его шестой сингл номер один), Канаде, Норвегии, Швеции и ряде других стран, достигла второго места в Великобритании и вошла в первую десятку в Австралии, Австрии, Новой Зеландии, Нидерландах, Швейцарии и более чем 20 других странах. В 2013 году журнал Billboard назвал песню 41-м лучшим хитом всех времён в чарте Billboard Hot 100. Песня также была признана девятой лучшей совместной работой всех времён в опросе читателей Rolling Stone.
Сингл получил золотой сертификат Ассоциации звукозаписывающей индустрии Америки в декабре 1983 года, что соответствует продажам в 1 000 000 копий. Запись получила широкую известность, благодаря музыкальному видео, режиссёром которого выступил Боб Джиральди. В центре короткометражного фильма — два мошенника по имени «Мак и Джек» (их сыграли Маккартни и Джексон).

## История
Сингл был спродюсирован Джорджем Мартином для 5-го сольного альбома Пол Маккартни Pipes of Peace (1983). Песня «Say Say Say» была записана в студии Abbey Road Studios в мае-сентябре 1981 года во время подготовки альбома 1982 года Tug of War, примерно за год до релиза сингла «The Girl Is Mine» — первого официального дуэта Пола с Майклом с альбома Thriller (1982). Окончательное микширование и подготовка сингла прошла в феврале 1983 года в студии Cherokee Studios в Калифорнии.
Помимо «Say Say Say», в альбоме также содержится композиция «The Man» — тоже дуэт Маккартни и Джексона, но синглом она выпущена не была.

## Релиз и восприятие
Релиз состоялся 3 октября 1983 на фирме Parlophone Records в Англии и на фирме Columbia Records в США. После выхода сингл «Say Say Say» стал для Майкла Джексона 7-м хитом в Top-10 за один год. Сингл 6 недель был № 1 в Billboard's Hot 100, № 2 в чарте R&B и № 3 в Hot Adult Contemporary Tracks.
Хотя песня достигла десятого места в Великобритании, её популярность начала неуклонно падать; впоследствии Маккартни дал интервью в прямом телеэфире в начале буднего дня, где он обсуждал клип на песню. Это, а также демонстрация видеоклипа на Top of the Pops (где обычно проигрывались только синглы, поднимавшиеся в чартах), The Tube и в шоу Ноэля Эдмондса The Late, Late Breakfast Show' помогли песне подняться на второе место в UK Singles Chart. Сингл «Say Say Say» достиг первого места в Норвегии и Швеции, а также попал в первую десятку в Австрии, Австралии, Новой Зеландии, Нидерландах и Швейцарии. С продажами более миллиона единиц сингл был сертифицирован Recording Industry Association of America в платиновом статусе в США.
Песня «Say Say Say» получила смешанные отзывы музыкальных критиков. Энтони Виоланти из газеты The Buffalo News назвал текст песни худшим за 1983 год, а газета Lexington Herald-Leader в рецензии на альбом Pipes of Peace заявила, что, кроме песен «Say Say Say Say» и «The Man», «Маккартни потратил остальную часть альбома на батос и причуды». Пол Грейн из Los Angeles Times также отрецензировал альбом Маккартни и высказал мнение, что певец искупил свою вину успехом «зажигательной» песни, «но снова погрузился в трясину с „No More Lonely Nights“». Журналистка Уитни Пасторек сравнила песню с дуэтом Маккартни со Стиви Уандером 1982 года «Ebony and Ivory». Она утверждала, что «Say Say Say» была лучшей песней и имела лучшее «хотя и немного более бессмысленное» музыкальное видео, добавив, что песня не имела «тяжёлого социального содержания». Газета The Daily Collegian штата Пенсильвания назвала трек хорошей песней, несмотря на то, что его транслировали без остановки.
Deseret News заявил, что «умоляющая песня о любви» имеет «мастерский, запоминающийся хук». В рецензии Rolling Stone трек был описан как «приятный, хотя и слабый танцевальный грув». Рецензент, Парк Путербо, добавил, что это «мгновенно ставший хитом фрост-фанк, который, в конце концов, склоняется к банальности». Музыкальный критик Нельсон Джордж заявил, что «Say Say Say» «не заслужила бы того эфира, который она получила без Маккартни и Джексона». Salon.com позже назвал песню «слащавым дуэтом» и сказал, что Маккартни стал для музыкальной общественности «бесхарактерным старым пердуном». Billboard назвал «Say Say Say» самым популярным синглом Майкла Джексона в Hot 100. В статье 2007 года автор журнала Vibe назвал «Say Say Say» 22-м величайшим дуэтом всех времён. Автор отметил, что песня была «настоящей фальцетной фантазией» и что «до сих пор захватывающе приятно слышать, как сладкоголосый дуэт обменивается гармониями в припеве». В 2005 году голландские музыканты Hi Tack использовали сэмпл «Say Say Say» в своём дебютном сингле «Say Say Say (Waiting 4 U)». В песне использовался вокал Джексона из оригинальной записи, плюс песня Маккартни «Baby».

### Версия 2015 года
6 октября 2015 года Маккартни выпустил новую версию песни, в которой вокальные партии его и Джексона поменялись местами. Ремиксом занимались Стив Орчард и Марк «Спайк» Стент. В новой версии, которая более чем на три минуты длиннее оригинала, вступительную часть первой поёт Джексон, а не Маккартни. Орчард сказал о ремиксе: «Пол вспомнил, что есть два неиспользованных вокала Майкла и его самого. Мы изменили последовательность вокалов и перевернули оригинальное исполнение так, что первый куплет открыл Майкл, а не Пол, чтобы песня отличалась от оригинальной версии». Более конкретно, Джексон поёт партии, которые в оригинале были у Маккартни, и наоборот, на протяжении большей части песни. Трек появился на переиздании альбома Pipes of Peace в 2015 году. Радио-редакция нового ремикса была выпущена для потокового вещания 30 октября 2015 года, а инструментальная версия доступна для скачивания на сайте paulmccartney.com. Радио-редакция также была позже включена в антологию Pure McCartney.
В связи с выходом этой записи Маккартни выпустил новое музыкальное видео на своей странице в Facebook 6 октября 2015 года. Режиссёр и хореограф Райан Хеффингтон показал в нём группу молодых танцоров, снятых в чёрно-белых тонах в кварталах Лос-Анджелеса, с движениями, напоминающими движения Майкла Джексона.

## Музыкальное видео
Видеоклип снимался в Калифорнии (Лос-Оливос, долина Санта-Инес), режиссировал Боб Джиральди (который снимал клип «Beat It»), среди прочих в нём снимались жена Пола, Линда Маккартни, и сестра Майкла, Ла Тойя Джексон. Главных героев видеоклипа артистов «Mac and Jack» играли сами Пол и Майкл.
По словам Ла Тойи Джексон, во время съёмок клипа Маккартни остановились на ранчо Sycamore Valley Ranch, расположенном в пяти милях от города Лос-Оливос, Калифорния, в долине Санта-Инес. Джексон посетил их и выразил заинтересованность в том, чтобы когда-нибудь купить это поместье. В 1988 году он так и сделал, переименовав его в ранчо Neverland Ranch. Салун был снят в отеле 1880 Union Hotel в Лос-Аламосе. Маккартни прилетел специально для съёмок. Производство видео обошлось в 500 000 долларов.
В короткометражном фильме дуэт играет «Мака и Джека», пару мошенников из шоу Странствующие лекари, которые продают «чудодейственное зелье». Продавец (Маккартни) предлагает Джексону зелье и утверждает, что оно «гарантированно даст вам силу яростного быка». Джексон выпивает зелье и бросает вызов крупному мужчине в армрестлинге. Не подозревая об этом, мужчина вместе с Линдой тоже участвует в афере. После того как Джексон побеждает в подстроенном состязании, толпа людей устремляется вперёд и покупает зелье. Мак и Джек отдают все деньги, заработанные на афере, в детский дом. После этой сцены Маккартни и Джексон снимаются в роли исполнителей водевиля, которые поют и танцуют в баре. На сцене дуэт в один момент появляется в клоунском гриме и быстро меняет несколько костюмов. Джексон флиртует с девушкой, которую изображает его реальная сестра Ла Тойя. Когда в глубине зала появляются сотрудники правоохранительных органов, Мак быстро разжигает небольшой костёр на сцене, а Линда кричит «FIRE!», опустошая зал и позволяя группе сбежать через кулисы (при этом каким-то образом найдя время, чтобы сначала переодеться в смокинги). В конце видео Пол, Линда и Майкл уезжают на машине в закат. Ла Тойя, которой Маккартни вручил букет цветов, остаётся на обочине дороги.

### Темы
Позднее два автора пересмотрели короткометражный фильм и зафиксировали две центральные темы. Первая — это тема «ребёнок/мужчина»; роль мальчика и взрослого, которую, по словам писателя Джеймса М. Кёртиса, Джексон играет на протяжении всего клипа на песню «Say Say Say». Кёртис пишет, что сцена в ванной с пеной для бритья напоминает о том, как мальчики копируют своих отцов. Он добавляет, что эта сцена обозначает «различие между ролями Майкла как ребёнка и как мужчины». Автор также выделяет часть, где певец якобы укрепляется с помощью чудодейственного зелья, что ещё раз обыгрывает тему «ребёнок/мужчина». Кроме того, Кёртис отмечает, что Пол и Линда Маккартни в короткометражке ведут себя так, как будто они родители Джексона. Автор также отмечает, что в сцене, где Джексону вручают букет цветов от девушки, это перевёрнутая сцена из «Огней большого города», фильма 1931 года с Чарли Чаплином, которого певец очень любил.
Вторая из двух основных тем клипа — история и культура афроамериканцев, поскольку в некоторых водевильных сценах короткометражного фильма упоминаются шоу менестрелей и блэкфейс (грим, который использовался комиками для своих шоу и водевилей и представлял собой карикатурное изображение лица чернокожего). Автор В. Т. Лхамон пишет, что действие клипа происходит во времена Великой депрессии, и что Маккартни и Джексон «передают компактно испорченную историю блэкфейса», когда они прокладывают свой путь к богатству с шоу Мака и Джека. Лхамон критиковал пару и клип, поскольку считал, что афроамериканская тема не была явно раскрыта. Автор выразил мнение, что некоторые аспекты короткометражного фильма исторически не соответствуют межрасовым отношениям. Он заявил: «Почти всё в этом ролике отсталое. Например, белая рука Мака, постоянно помогающая чернокожему Джеку забраться на борт, обращает вспять общий процесс, который я показал, когда чёрные предоставляют белым свои поддерживающие жесты». Лхамон добавил: «В справедливом мире Джексон должен был бы затаскивать Маккартни в вагон, а не наоборот».

## Участники записи
- Пол Маккартни — вокал, перкуссия, синтезатор, гитара, бас-гитара
- Майкл Джексон — вокал
- Крис Хаммер Смит — губная гармоника
- Натан Уоттс — бас
- Билл Вулфер[39] — клавишные
- Линда Маккартни, Эрик Стюарт — бэк-вокал
- Рики Лоусон — ударные
- Джерри Хей, Эрни Уоттс, Гэри Э. Грант, Гэри Хербиг — валторна
- Дэвид Уильямс — ритм-гитара
- Джефф Эмерик — звукоинженер
- Джордж Мартин — продюсер

## Положение в хит-парадах
| Хит-парад (1983—84)                      | Высшая позиция |
| ---------------------------------------- | -------------- |
| (Kent Music Report)                      | 4              |
| (Ö3 Austria Top 40)                      | 10             |
| Бельгия/Фландрия (Ultratop 50)           | 16             |
| (RPM Magazine)                           | 1              |
| (Top Singles, RPM)                       | 1              |
| (AC, RPM)                                | 2              |
| (The Record)                             | 1              |
| (Suomen virallinen singlelista)          | 1              |
| (Jukebox, Suomen virallinen singlelista) | 4              |
| (IFOP)                                   | 1              |
| (Media Control Charts)                   | 12             |
| (IRMA)                                   | 3              |
| (FIMI)                                   | 1              |
| (Single Top 100)                         | 8              |
| (Recorded Music NZ)                      | 10             |
| (VG-lista)                               | 1              |
| (PROMUSICAE)                             | 1              |
| (Sverigetopplistan)                      | 1              |
| (Schweizer Hitparade)                    | 2              |
| UK Singles (Official Charts Company)     | 2              |
| Billboard Hot 100                        | 1              |
| R&B Singles Chart                        | 2              |
| Billboard Adult Contemporary             | 3              |
| (Cash Box)                               | 1              |
| (Album Rock Tracks)                      | 24             |
| (Radio & Records, CHR/Pop Airplay Chart  | 1              |

| Чарт (1983)                     | Позиция |
| ------------------------------- | ------- |
| Великобритания (Top 50 Singles) | 22      |

| Чарт (1984)                       | Позиция |
| --------------------------------- | ------- |
| Австралия                         | 57      |
| Канада                            | 39      |
| ЮАР                               | 14      |
| США Billboard Hot 100             | 3       |
| США (Billboard Top Dance Singles) | 41      |

| Чарт (1980—89)                       | Позиция |
| ------------------------------------ | ------- |
| США (Billboard Top Songs of the 80s) | 8       |

| Чарт (1958—2018)        | Позиция |
| ----------------------- | ------- |
| США (Billboard Hot 100) | 44      |

## Сертификации
| Регион | Сертификация | Продажи    |
| --- | ------------ | ---------- |
| Канада (Music Canada) | Платиновый   | 100 000^   |
| Франция (SNEP) | Золотой      | 500 000*   |
| Великобритания (BPI) | Серебряный   | 250 000^   |
| США (RIAA) | Платиновый   | 1 000 000^ |
| * Данные о продажах приведены только на основе сертификации. ^ Данные о тиражах приведены только на основе сертификации. |              |            |

## Версия Kygo
31 марта 2023 года норвежский диджей Kygo выпустил ремейк песни.

### Чарты

#### Ежденедельные чарты
| Чарт (2023)                                | Высшая позиция |
| ------------------------------------------ | -------------- |
| СНГ (TopHit)                               | 14             |
| Бельгия/Валлония (Ultratop 50)             | 33             |
| Франция (SNEP)                             | 78             |
| Япония (Billboard Japan)                   | 17             |
| Новая Зеландия (RMNZ)                      | 38             |
| Норвегия (VG-lista)                        | 16             |
| Россия (TopHit)                            | 9              |
| Швеция (Sverigetopplistan)                 | 41             |
| Украина (TopHit)                           | 13             |
| США (Billboard Hot Dance/Electronic Songs) | 16             |

#### Месячные чарты
| Чарт (2023)     | Высшая позиция |
| --------------- | -------------- |
| Россия (TopHit) | 12             |

### Сертификации
| Регион                                                                      | Сертификация | Продажи |
| --------------------------------------------------------------------------- | ------------ | ------- |
| Франция (SNEP)                                                              | Золотой      | 100 000 |
| Данные о продажах + прослушиваниях приведены только на основе сертификации. |              |         |